# Pleurotus problematicus
Pleurotus problematicus är en svampart som beskrevs av Corner 1981. Pleurotus problematicus ingår i släktet Pleurotus och familjen musslingar.   Inga underarter finns listade i Catalogue of Life.